# Yoshiko Nishitani
Yoshiko Nishitani (西谷 祥子?, Nishitani Yoshiko; Kōchi, 2 ottobre 1943) è una fumettista giapponese.
Ha lavorato sulle riviste Shōjo Comic e Margaret e viene considerata una pioniera del genere manga shōjo in quanto ha per prima incominciato a porre l'accento sulla quotidianità, con protagonisti calati nella vita di tutti i giorni.
La sua opera più famosa è Mary Lou.

## Stile
Caratteristica tipica di questa autrice è la scelta di non rappresentare eroine calate in situazioni fantastiche o straordinarie, ma assolutamente normali.
Per l'epoca in cui la Nishitani ha incominciato a serializzare le sue opere, la vicenda raramente si posava su aspetti ordinari e giornalieri, Nishitani, invece, ha offerto per prima al pubblico protagoniste dal carattere forte, ma calate in situazioni e ambientazioni assolutamente riconoscibili.
Secondo Matt Thorn, Yoshiko Nishitani ha per prima inserito e reso celebre nelle sue storie la tipica ambientazione scolastica, scelta che ben si sposa con le sue narrazioni non straordinarie, le sue vicende tipiche, che hanno ispirato tutte le generazioni successive di fumettisti shōjo, hanno come protagonisti dei giovani studenti che si trovano a confrontarsi con i problemi della scuola e e dell'adolescenza, principalmente legati ad amicizia, sentimenti romantici, rapporti con gli adulti, senso del dovere, il tutto avendo come fondale un istituto scolastico e le situazioni quotidiane del suddetto.
Ancora oggi questo tipo di narrazione e di ambientazione è estremamente frequente nello shōjo e rappresenta uno dei canoni più diffusi del genere.
Per quanto riguarda invece l'impianto grafico, il suo stile non si discosta molto da quello di altre autrici sue contemporanee, grande uso di fondali e retini floreali per incorniciare scene e personaggi, figure femminili dalle teste sproporzionatamente grandi, con sofisticate acconciature, occhi tondi esageratamente luminosi ed espressivi. Il fisico, per contro, è spesso minuto ed esile, curato specialmente nella parte di abbigliamento e accessori.
Nel corso della sua carriera la Nishitani ha raffinato la propria arte, riducendo quelle caratteristiche esagerate e migliorando la cura dei dettagli anatomici delle sue illustrazioni.

## Opere
- Haruko no Mita Yume (春子のみた夢) (1964, Bessatsu Margaret)
- Mary Lou (マリィ・ルウ) (1965, Margaret)
- Lemon and Cherry (レモンとサクランボ Lemon to Sakuranbo) (1966, Margaret)
- Jessica no Sekai (ジェシカの世界) (1967, Margaret)
- Gyangu Ojō-san (ギャングとお嬢さん) (1967, Margaret)
- Gakuseitachi no Michi (学生たちの道) (1967, Margaret)
- Hanabira Nikki (花びら日記) (1968, Margaret)
- Nanako no Seishun (奈々子の青春) (1969, Margaret)
- Konnichiwa Suzanne (こんにちはスザンヌ) (1971, Margaret)
- Shirobara Monogatari (白ばら物語) (1971, Margaret)
- Mugibae no Kikoeru Machi (麦笛の聞こえる町) (1972, Seventeen)
- Shōjo no Koi (少女の恋) (1974, Margaret)
- Sumire Sake Sake (すみれ咲け咲け) (1975, Shōjo Comic)
- Tōki-bi Hatake de (とうきび畑で) (1976, LaLa)
- Ki ga Chigai Sō no Jūnin-tachi (気がちがい荘の住人達) (1977, Hana to Yume)
- Kōfuku Yuki Kashira? (幸福ゆきかしら?) (1977, Margaret)
- Tegami wo Kudasai! (手紙をください!) (1978, Margaret)
- Ai ga Arimasu ka? (愛がありますか?) (1980, Margaret)
- Kōenji Atari (高円寺あたり) (1980, Bouquet)
- Hey Bōya (HEY☆坊や) (1981, Margaret)